# Typhlochactas mitchelli
Typhlochactas mitchelli är den minsta skorpionarten och lever uteslutande i Mexiko. Den är även bland de minsta spindeldjuren med en längd på endast runt 9 mm.